# Penstemon triflorus
Penstemon triflorus är en grobladsväxtart som beskrevs av Heller. Penstemon triflorus ingår i släktet penstemoner, och familjen grobladsväxter.

## Underarter
Arten delas in i följande underarter:
- P. t. integrifolius
- P. t. triflorus

## Bildgalleri

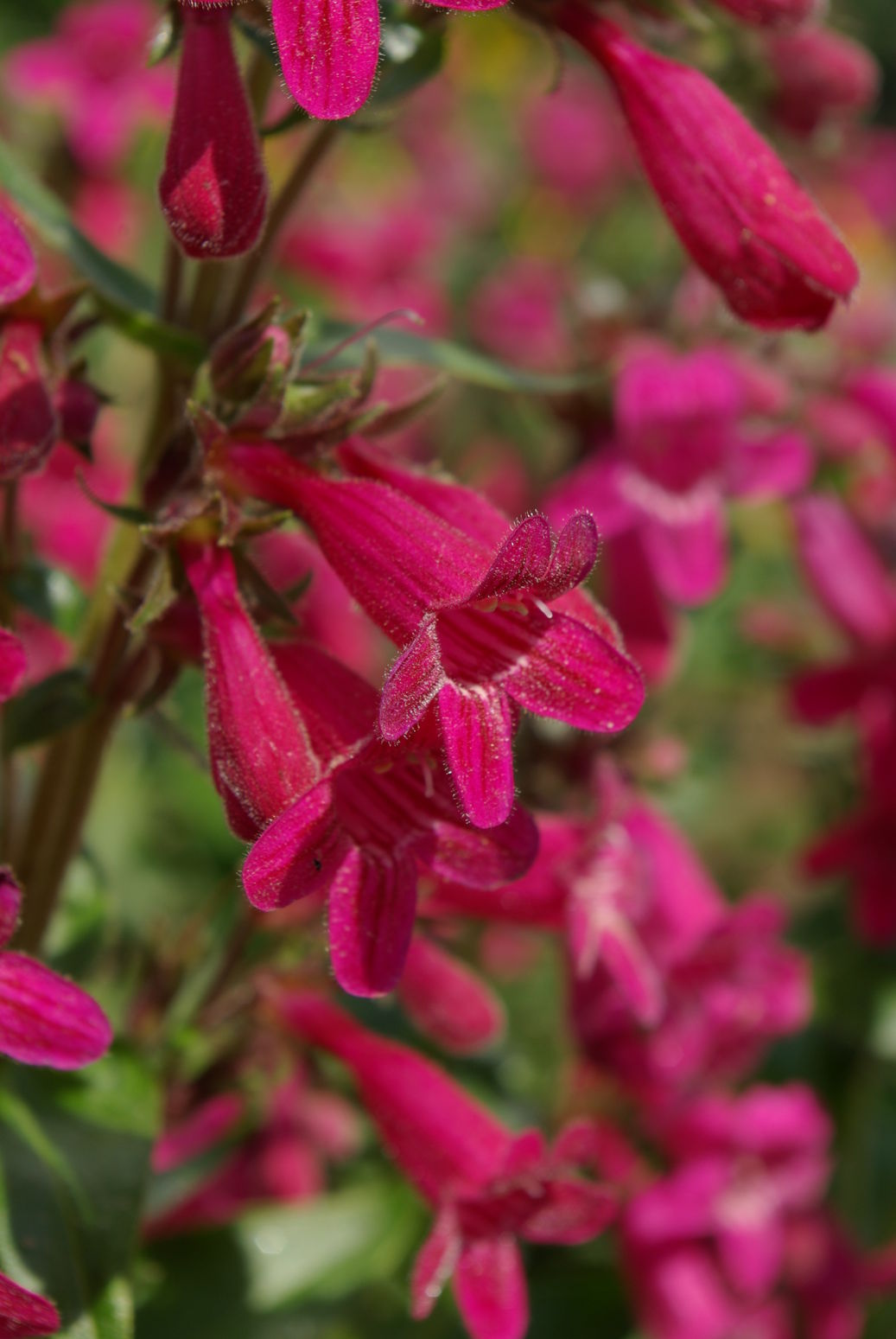
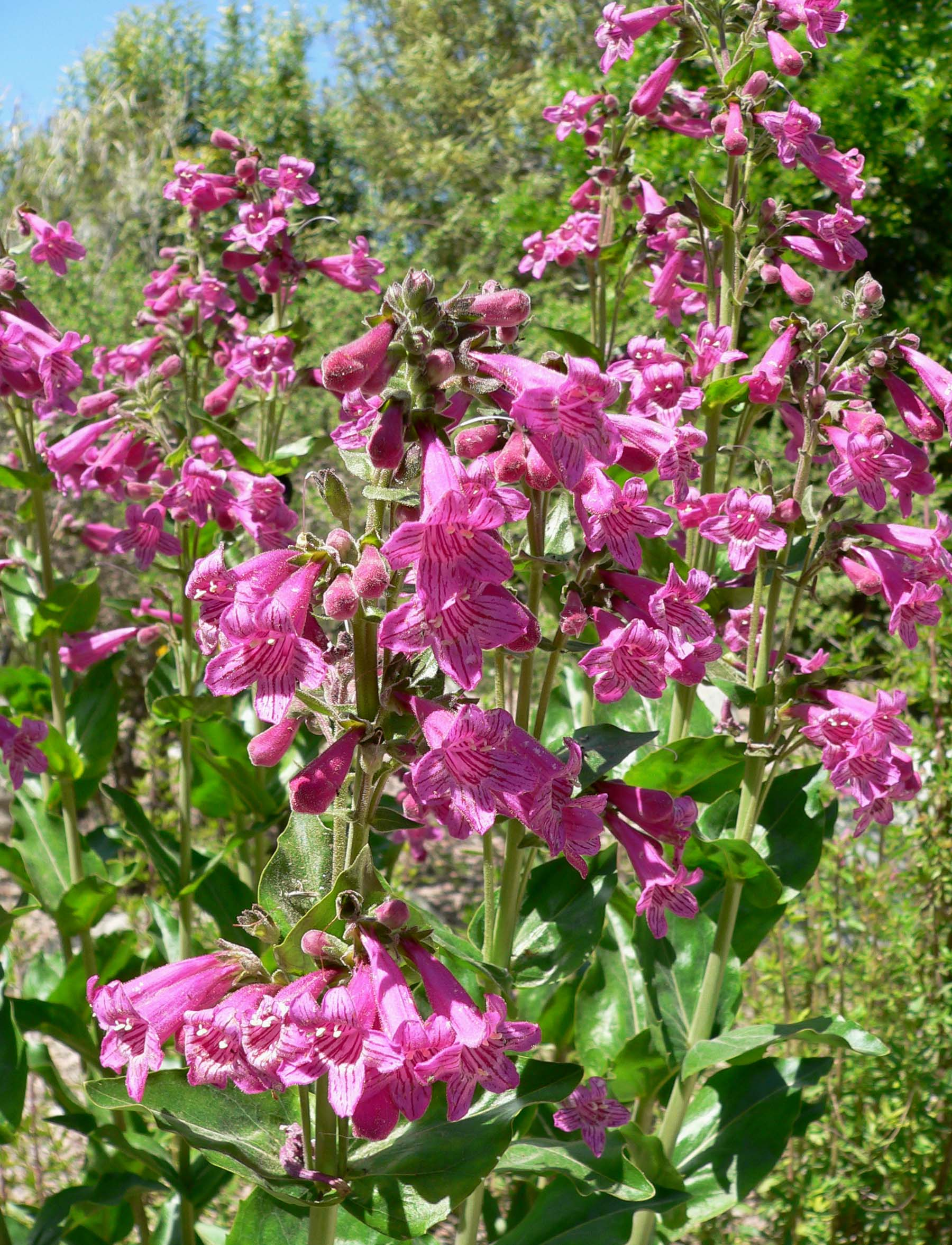
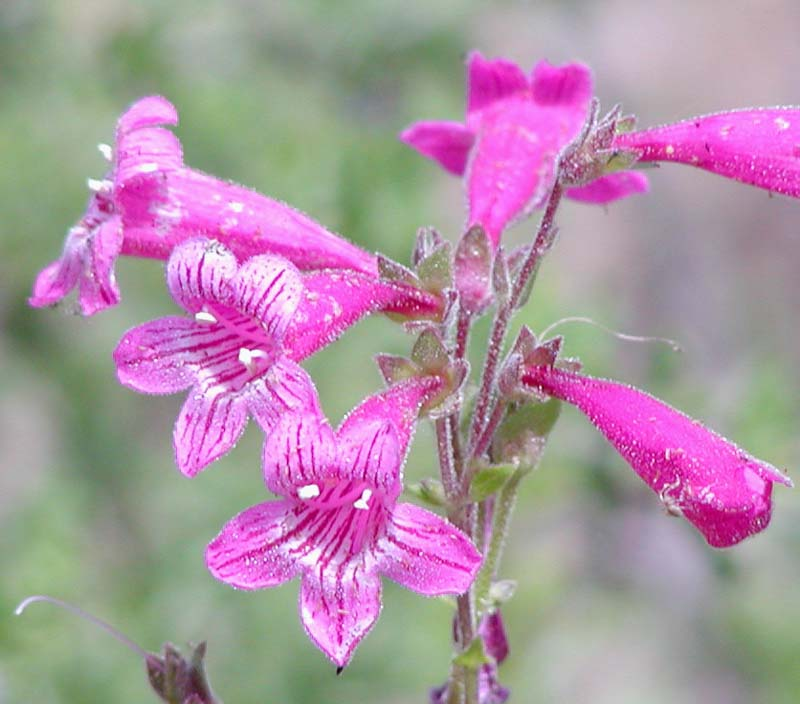
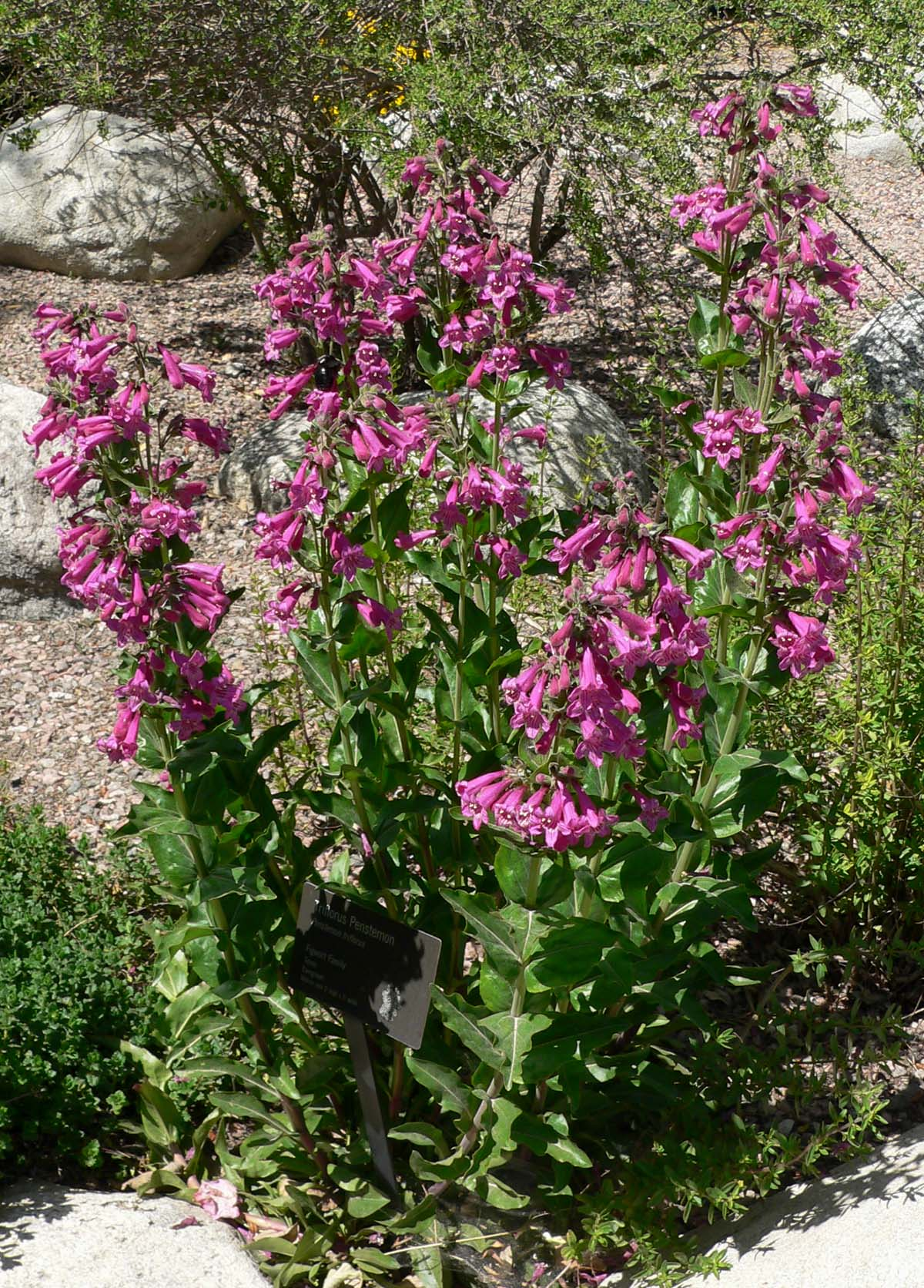